# 2021 في لبنان
فيما يلي قوائم الأحداث التي وقعت خلال عام 2021 في لبنان.

## الحكم
- رئيس الجمهورية – ميشال عون
- رئيس مجلس الوزراء – -
- وزير الداخلية – -

## الأحداث
- 1 أغسطس: مقتل «تيونا عميد الصرّاف» طفلة لبنانية وضحية رصاص الطائش. من بلدة منيارة في عكار، قتلت وعمرها 7 سنوات بعد اصابتها برصاصة طائشة اثناء جلوسها في المنزل من مصدر غير معروف في إطلاق نار احتفالي في عكار، يوم 1 أغسطس/ آب 2021.[1] وأثارت الحادثة غضب المجتمع المدني اللبناني والذين يعارضون إطلاق الرصاص في جميع المناسبات والاحتفالات. وملأت صور تيونا صفحات التواصل الاجتماعي.[2] شيعت يوم 2 أغسطس بمسيرة انطلقت من أمام منزلها العائلي «بالزغاريد والارز»[3] وصولًا إلى كنيسة الروم الارثوذكس وسط البلدة منيارة. ورأس الصلاة الميتروبوليت باسيليوس منصور راعي ابرشية عكار الأرثوذكسية.[4] وبعد الصلاة وري جثمانها في مدافن العائلة.[5]

## وفـيات

إلياس الرحباني

- 4 يناير - إلياس الرحباني، موسيقي وكاتب أغاني لبناني (83 سنة)[6](مواليد 1938).
- 21 أكتوبر - بيار جامجيان، ممثل (69 - 70 سنة).[7]